# 프라이엔바흐 SBB역
프라이엔바흐 SBB역(Freienbach SBB)은 스위스 슈비츠주 프라이엔바흐 시정촌에 있는 기차역이다. 역은 스위스 연방 철도 소유의 취리히호 좌안 철도 노선에 있다. 취리히와 페피콘 SZ 사이의 취리히 S-반 서비스 S8의 중간 정류장이다.
프라이엔바흐 SBB역은 페피콘-아트-골다우 철도에 있는 인근 프라이엔바흐 SOB역과 혼동해서는 안 된다. 두 역은 도보로 약 500미터 떨어져 있다.